# Vitali Shakhov
Vitali Viktorovich Shakhov (tiếng Nga: Виталий Викторович Шахов; sinh ngày 9 tháng 1 năm 1991) là một trung vệ bóng đá người Nga hiện tại đang thi đấu cho FC Orenburg.

## Sự nghiệp câu lạc bộ
Anh có màn ra mắt tại Russian Second Division cho Torpedo Armavir vào ngày 26 tháng 4 năm 2011 trong trận đấu với F.K. SKA Rostov-on-Don.

## Danh hiệu

### Câu lạc bộ
Tosno
- Cúp quốc gia Nga: 2017–18